# Tech-C
Der Tech-C (Technical Contact) ist der Ansprechpartner, der eine Domain in technischer Hinsicht betreut (nach dem ursprünglichen Zweck einer Domain als eindeutiges Suffix für die Rechner einer Institution zum Beispiel derjenige, der zuständig für diese Rechner ist). Bei der Beantragung der meisten Domains muss wenigstens Domaininhaber, Admin-C, Tech-C oder Zone-C angegeben werden.

## Rechtliche Stellung des Tech-C in Deutschland
Das OLG Hamburg hat 1999 für den Fall, dass der Inhaber und der Admin-C einer Domain nicht erreichbar sind, entschieden, dass auch der Tech-C haftet und als Störer in Anspruch genommen werden kann.
Im Gegensatz dazu sieht die aktuelle Rechtsprechung den Registrar (inkl. Tech-C) nicht als Störer haftend.